# Garden-classificatie

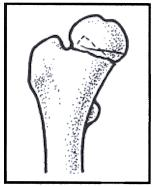
Garden Type 1

De Garden-classificatie is een indeling voor intracapsulaire heupfracturen van de femurhals ook wel het collum femoris genaamd. Een fractuur in dit gebied kan zorgen voor verstoring van de bloedtoevoer naar de femurkop.
De Britse orthopedisch chirurg Robert Symon Garden beschreef een classificatiesysteem voor dit type fractuur, genaamd de Garden classificatie. Deze classificatie bestaat uit vier categorieën.

## Classificatie
|                   | Type | Beschrijving |
| ----------------- | ---- | --- |
| Niet-gedislokeerd | 1    | Een stabiele fractuur met impactie in valgus. De kop zit min of meer vast gespiest aan de dijbeenhals, ‘’als een hoedje aan de kapstok’’. |
| Niet-gedislokeerd | 2    | Een volledige botbreuk maar zonder gedislokeerde (van zijn plek geraakte) heupkop.                                                        |
| Gedislokeerd      | 3    | Gedislokeerd; de heupkop is van zijn plek geraakt, meestal gedraaid en in varus, maar de twee botstukken zitten nog tegen elkaar aan.     |
| Gedislokeerd      | 4    | Volledig gedislokeerd en de botstukken raken elkaar niet meer.                                                                            |

## Klinische relevantie
Bij Garden type 3 en 4 is er een grotere kans dat de bloedtoevoer naar de heupkop verstoord is. Er is dan een grote kans op het afsterven van de femurkop door onvoldoende bloedtoevoer, dit wordt ook wel avasculaire kopnecrose genoemd. Avasculaire kopnecrose is een ernstige, veel voorkomende complicatie van een collumfractuur. De bloedvaten naar de heupkop raken gemakkelijk verstoord door de fractuur of door de zwelling binnen in het gewricht. Dit kan leiden tot afsterven van het bot en het kraakbeen.
Naast de bloedvaten die via het gewrichtskapsel naar het bot lopen, is er bij jonge mensen een bloedvaatje aanwezig in het ligament dat van de heupkop naar de heupkom loopt. Bij ouderen functioneert dit vaatje meestal niet meer. Mensen met een kopnecrose gaan na een aanvankelijke verbetering na de operatie weer achteruit, krijgen meer pijn en gaan slechter lopen.
Omdat er een grote kans is op kopnecrose wordt deze fractuur vaak behandeld met een heupimplantaat. De heupkop wordt verwijderd en vervangen door een kophalsprothese of, wanneer de kom ook vervangen wordt, een totale heupprothese.
Bij jonge patiënten of bij heupfracturen met een betere prognose worden de botten op hun juiste plek gezet en met drie schroeven vastgezet. Hierbij kan kopnecrose niet altijd voorkomen worden en kan het zijn dat er later alsnog een heupimplantaat geïmplanteerd moet worden.

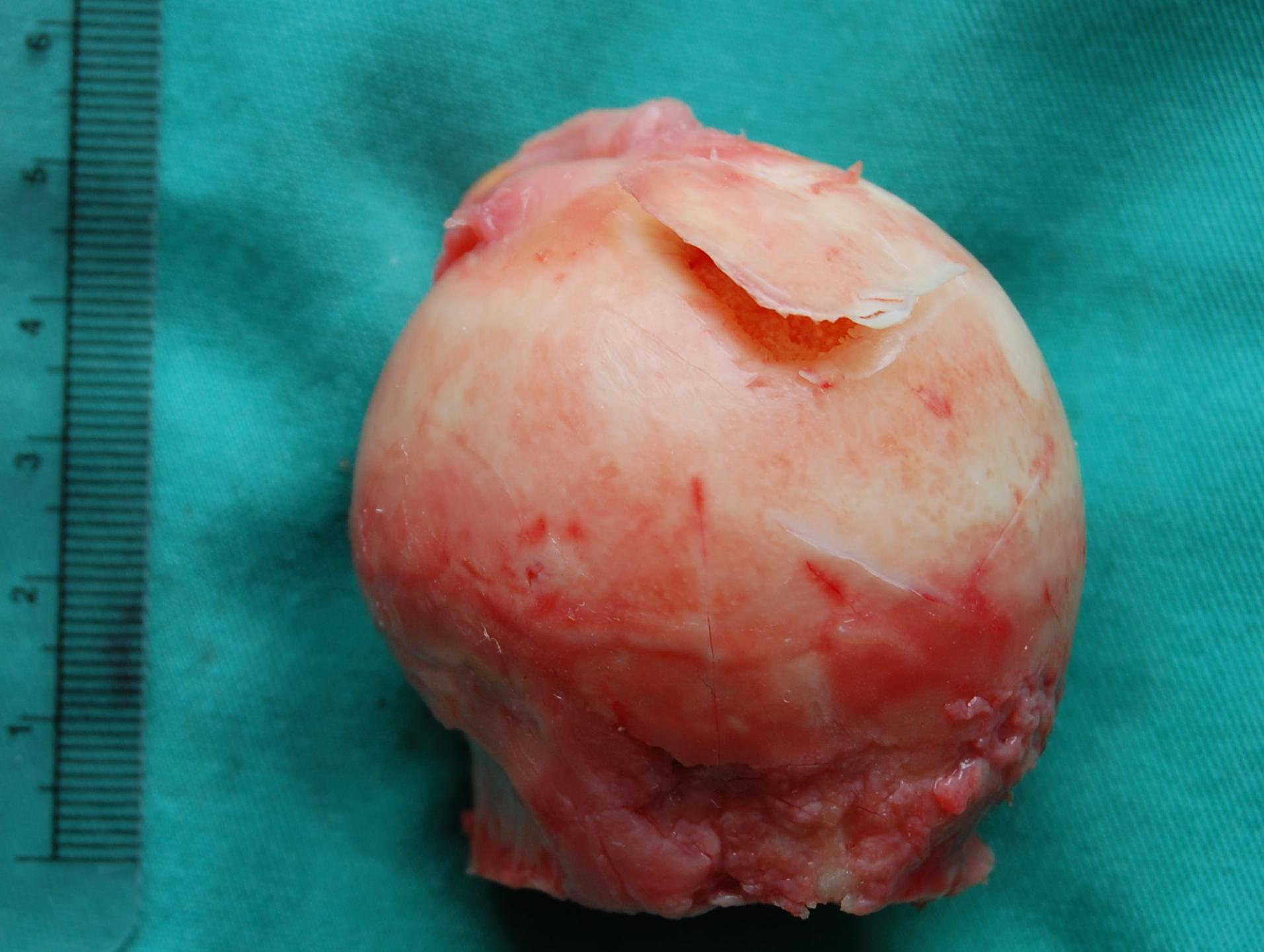
Necrotische heupkop.